# Fan Zhendong
Fan Zhendong (Guangzhou, 22 januari 1997) is een Chinese tafeltennisser. Hij werd in 2012 wereldkampioen bij de jeugd door landgenoot Lin Gaoyuan te verslaan. In hetzelfde toernooi won hij  met China de titel voor landenteams en ook in het gemengd dubbel werd hij eerste, samen met Liu Goayang. Met Fan Shengpeng haalde hij de finale in het dubbel voor jongens.
In 2013 werd hij na goede resultaten in de Chinese trials genomineerd voor het enkelspel in de Wereldkampioenschappen tafeltennis. Daar bereikte hij de derde ronde, waarin hij verloor van latere winnaar Zhang Jike. In 2013/2014 komt Fan Zhendong uit voor Bayi in de Chinese superliga.
In november 2013 behaalde Fan op 8 dagen tijd twee titels in de Pro Tour, die van Polen en Duitsland. In Berlijn versloeg hij Dimitrij Ovtcharov in de finale, de sterkste Europeaan van dat moment.

## Resultaten
| Verband | Competitie                | Jaar | Plaats    | Land | Enkel       | Dubbel      | Gemengd | Team |
| ------- | ------------------------- | ---- | --------- | ---- | ----------- | ----------- | ------- | ---- |
| CHN     | Pro Tour                  | 2013 | Berlijn   | DEU  | Goud        | Kwartfinale |         |      |
| CHN     | Pro Tour                  | 2013 | Spala     | POL  | Goud        | Kwartfinale |         |      |
| CHN     | Pro Tour                  | 2013 | Changchun | CHN  | Kwartfinale |             |         |      |
| CHN     | Pro Tour                  | 2013 | Doha      | QAT  | laatste 32  | laatste 16  |         |      |
| CHN     | Wereldkampioenschap       | 2013 | Parijs    | FRA  | laatste 32  |             |         |      |
| CHN     | Jeugd-wereldkampioenschap | 2012 | Hyderabad | IND  | Gold        | Zilver      | Goud    | 1    |

1988: Yoo Nam-kyu ·
1992: Jan-Ove Waldner ·
1996: Liu Guoliang ·
2000: Kong Linghui ·
2004: Ryu Seung-min ·
2008: Ma Lin ·
2012: Zhang Jike ·
2016: Ma Long ·
2020: Ma Long ·
2024: Fan Zhendong
2008: Ma Lin, Wang Hao, Wang Liqin ·
2012: Ma Long, Wang Hao, Zhang Jike ·
2016: Ma Long, Xu Xin, Zhang Jike ·
2020: Fan Zhendong, Ma Long, Xu Xin ·
2024: Fan Zhendong, Ma Long, Wang Chuqin